# Scott McGrory
Scott McGrory (Walwa, 22 december 1969) is een Australisch voormalig wielrenner.

## Belangrijkste overwinningen
1996
- 2e etappe Geelong Bay Classic Series

1999
- 5e etappe Bayern Rundfahrt

2000
- Olympisch kampioen Ploegkoers (baan), Elite (met Brett Aitken)

2002
- Einhausen-Entega GP
- 5e etappe Geelong Bay Classic Series

## Ploegen
- 1994-Jayco
- 1995-Jayco
- 1996-Die Continentale-Olympia (vanaf 01/04)
- 1997-Die Continentale-Olympia
- 1998-Die Continentale-Olympia
- 1999-Team Gerolsteiner
- 2000-Team Gerolsteiner
- 2001-Mapei-Quick Step
- 2002-Mapei-Quick Step
- 2003-Team ComNet-Senges (vanaf 01/09)
- 2004-VC Frankfurt Radteam-Brügelmann

2000: Brett Aitken & Scott McGrory ·
2004: Stuart O'Grady & Graeme Brown ·
2008: Juan Curuchet & Walter Pérez ·
2020: Lasse Norman Hansen & Michael Mørkøv ·
2024: Iúri Leitão & Rui Oliveira
Branko ·
De Meester ·
Gritsoen ·
Haas ·
Haselbacher ·
Henrix · 
Ludewig ·  
McGrory ·
Mühlbacher · 
Ordowski ·
Peschel ·
Rich · 
Sauerborn ·
Teutenberg · 
Sjantir ·
Walzer ·
Trampusch (stagiair) ·
Wrolich (stagiair) 
Branko ·
Gaute Hølestøl ·
Gritsoen ·
Hardter ·
Haselbacher ·
McGrory ·
Mühlbacher · 
Ordowski ·
Peschel ·
Pollack ·  
Rich · 
Sauerborn ·
Schmidt ·
Steinhauser · 
Teutenberg · 
Walzer ·
Wrolich
Aggiano · Baffi · Ballerini (tot 15/04) · Bartoli · Beltrán · Bettini · Bodrogi · Bramati · Cañada · Cancellara · Cheula · Cioni · D'Amore · Eisel · Fornaciari · Freire  · Garzelli · Gasparre · Horrillo · Hulsmans · Koehler · Lanfranchi · Leysen · McGrory · Nardello · Nocentini · Noè · Paolini · Petrov · Pozzato · Ratti · Rizzi · Rogers · Scinto · Sinkewitz · Steels · Tafi · Tani · Wegelius · Zanini · Zerzáň · Davis (stagiair) · Devolder (stagiair) · Willems (stagiair)
Aggiano · Baffi · Bettini · Bodrogi · Bramati · Cañada · Cancellara · Cheula · Cioni · Clerc · De Waele · Eisel · Evans · Fornaciari · Freire  · Garzelli · Gilmore · Horrillo · Hulsmans · Hunter · Martinez · McGrory · Nardello · Noè · Paolini · Petrov · Pozzato · Ratti · Rogers · Scinto · Steels · Tafi · Trampusch · Wegelius · Willems · Zanini · Davis (stagiair) · Moeravjov (stagiair)